# 一物一価の法則
一物一価の法則（いちぶついっかのほうそく、英: law of one price）とは、経済学における概念で、「自由な市場経済において同一の市場の同一時点における同一の商品は同一の価格である」が成り立つという経験則。

## 概要
自由闊達で障壁のない市場において、誰もが価格を統制することができない（プライステイカー:価格受容者である）ような場合、取引数量と取引価格は均衡点で約定されるというのが、アダム・スミス以来の古典派経済理論における重要な命題である。しかしアダム・スミス自身が国富論で論じているように現実の経済はこのような理想的な自由競争が行われているわけではなく、これは古典派経済学を理論的に精緻化していく上での一つの障害であった。
すべての参加者がプライステイカーである場合、同一の市場においては、同じ品質の商品（財の同質性）が異なる価格で取引されることはない。もし異なる価格で売られていることが消費者に知られている（完全情報）ならば、その場合には、その時点において最も低い価格の商品が購入されることになるからである。ただし、これは経験則であるので、常に成り立つという訳ではない。
これに対して、別々の市場において同じ商品が異なる価格で取引されている場合、裁定取引によって両者の価格差が収斂（市場が接続）することで一物一価が成立する。
逆説的であるが、常に同一の価格が成立するところを同一の市場と呼んでも差し支えない。

## 無差別の法則
一物一価の法則はジェヴォンズの無差別の法則ともいう。ジェヴォンズは、価値論としての限界効用理論を構築する前提として、
1. 完全知識・完全競争の前提
2. 交換の当事者は個人ではなく全体
3. 無差別の法則（一物一価の法則）
4. 交換を無限に小分割が可能な財間の交換に限定

の4つをおき、その交換の結果としていかなる2財の交換比率も交換が完了した後に消費しうる財の数量の最終的な効用の逆数になる、とした（交換方程式）。

## 効率的市場仮説
ファイナンス理論においてはユージーン・F・ファマのランダム・ウォーク理論や、効率的市場仮説において一物一価の議論が登場する。ここではすべての情報が瞬時に価格に反映されるように裁定取引がおこなわれると仮定するならば、裁定取引をおこなう可能性がまったく無くなるとの循環論法に陥るものの、これは逆にすべての裁定機会を達成した結果として価格がランダム・ウォークを示現している証明であると提示される。ある財物の価格が、すべての裁定機会を達成した結果として刻々とランダムに変化し、見かけ上の「一物一価」が達成されていない外見を示していたとしても（価格がランダム）、刻々と織り込まれる情報が瞬時に価格に反映した結果であってその実質（価値）としての一物一価は達成されている、と説明される。

## 反例
現実世界では一物一価の法則は容易に成立しないケースが多く、取引所取引（中央卸売市場や金融取引市場）など一物一価の価格形成を目的とした指標市場（参照市場）において形成されることが多い。これは現実世界には情報の非対称性や取引慣例、距離や時間などの物理的な要素などさまざまなパーティション（敷居）が存在するためである。ビジネスにおいては一物一価を成立させないことが裁定取引上の利得機会になることもあり、あえて情報の非対称性を演出することで取引上優位に立とうとすることがある。ガソリンスタンドの無料会員への割引などがこれである（ロックイン効果-ベンダーロックインを参照）。この項目については議論が尽きない。
- 《VATなど政府の補助金が存在する》補助金の分、他国より低い価格での販売を可能にする
- 《プライスメイカー（価格決定者）のいる市場では原則的に成立しない》これは一物一価の前提をそもそも満たしていない。優越的地位の濫用。
- 《ガソリンスタンドは顧客によって値引きの幅が違う》 顧客の囲い込み
- 《男性と女性とで提供価格が異なる、小児価格の設定など》需要の価格弾力性[注釈 2]の違い
- 《借り手の信用状態や使用用途により貸出金利が違う》 品質の不均一
- 《証券取引所によって同じ上場銘柄の現時点での表示株価が異なる》 別の市場
- 《同じ品質のガソリンが、別々のガソリンスタンドでは価格が違う》 地理的隔離
- 《カラオケ店は日中は安く夜間の料金は高い》 時間的隔離
- 《同じ売り場の同じ品質のタマゴでも、高い価格表示のほうが売れることがある》 情報の非対称
- 《同じ労働内容なのに正社員の賃金が高く（低く）非正規社員の賃金が低い（高い）》 埋没費用･取引コスト

一物一価が成立しない状況についてはジョン・スチュアート・ミルやアルフレッド・マーシャルらによりすでに言及されており、ミルは自由競争と経済的利己心とをその理論的基礎として市場価格決定の法則を説いたが、それらの条件が働くことの比較的少ない小売商業に対してはきびしくその原理は適用しなかった。
マーシャルは彼の主著『経済学原理』のなかにおいてこの原理について言及しており、一物一価としての卸売価格と一物多価としての小売価格について「小売取引上では、人々は些細たる購入については余り頓着しない。紙一包を買うのに甲の店では2シリングで買えるものを乙の店でクラウン銀貨(2.5シリング)払うこともある。しかし卸売価格の場合には全くこれとは異なる。甲製造家が紙束を5シリングで売っている場合には、その隣りの乙製造家が6シリングで売ることはできない。紙の取引を営業とする者は、紙の最低価格をほぼ精確に熟知して、それ以上は払わないからである」。

## 歴史
近代に至るまで、世界規模で価格の平準化がなされることは無かった。産業革命以後、特に交通革命がおきてからは世界規模の市場が成立可能となり、各国の商品市場は融合。自由貿易のなかで各国の商品価格は次第に収斂した。